# Nephrotoma cretensis
Nephrotoma cretensis är en tvåvingeart som beskrevs av Oosterbroek 1982. Nephrotoma cretensis ingår i släktet Nephrotoma och familjen storharkrankar. Inga underarter finns listade i Catalogue of Life.